# Ланмезан
Ланмеза́н (фр. Lannemezan, окс. Lanamesa) — коммуна во Франции, находится в регионе Юг — Пиренеи. Департамент — Верхние Пиренеи. Административный центр кантона Ланмезан. Округ коммуны — Баньер-де-Бигор.
Код INSEE коммуны — 65258.

## География
Коммуна расположена приблизительно в 660 км к югу от Парижа, в 105 км юго-западнее Тулузы, в 28 км к юго-востоку от Тарба.

## Климат
Климат умеренно-океанический с солнечной тёплой погодой и обильными осадками на протяжении практически всего года.

## Население
Население коммуны на 2010 год составляло 5817 человек.
| 1962 | 1968 | 1975 | 1982 | 1990 | 1999 | 2010 |
| ---- | ---- | ---- | ---- | ---- | ---- | ---- |
| 7378 | 8680 | 8385 | 7362 | 6704 | 6138 | 5817 |

## Администрация
| Период | Период | Фамилия       | Партия                         | Примечания |
| ------ | ------ | ------------- | ------------------------------ | ---------- |
| 1939   | 1966   | Поль Баратжен |                                | сенатор    |
| 1966   | 1977   | Франсуа Сарра |                                | сенатор    |
| 1977   | 2001   | Пьер Блёле    | Союз за французскую демократию | врач       |
| 2001   | 2020   | Бернар Плано  | Социалистическая партия        | инженер    |

## Экономика
В 2010 году среди 3527 человек трудоспособного возраста (15-64 лет) 2291 были экономически активными, 1236 — неактивными (показатель активности — 65,0 %, в 1999 году было 64,8 %). Из 2291 активных жителей работали 1927 человек (963 мужчины и 964 женщины), безработных было 364 (180 мужчин и 184 женщины). Среди 1236 неактивных 206 человек были учениками или студентами, 347 — пенсионерами, 683 были неактивными по другим причинам.

## Достопримечательности
- Церковь Св. Иоанна Крестителя (XII век). Исторический памятник с 1945 года[4]
- Курганы T1 и T2 (железный век, бронзовый век). Исторический памятник с 1971 года[5]

## Города-побратимы
- Тондела (Португалия, с 1995)

## Фотогалерея
- Площадь Республики
- Церковь Св. Иоанна Крестителя
- Мэрия
- Вокзал
- Лицей Мишле
- Крытый рынок
- Военный мемориал